# Juncus haenkei
Juncus haenkei är en tågväxtart som beskrevs av Ernst Meyer. Juncus haenkei ingår i släktet tåg, och familjen tågväxter. Inga underarter finns listade i Catalogue of Life.